# هارزوم
هارزوم (به آلمانی: Harsum) یک شهر در آلمان است که در Hildesheim واقع شده‌است. هارزوم ۱۲٬۲۵۷ نفر جمعیت دارد.